# Discografia de José Afonso
Esta é a discografia compreensiva do cantor José Afonso.
(Em construção)

## Álbuns
Álbuns de estúdio 
- Baladas e Canções (1964)
- Cantares de Andarilho (1968)
- Contos Velhos, Rumos Novos (1969)
- Traz Outro Amigo também (1970)
- Cantigas do Maio (1971)[3]
- Eu Vou Ser como a Toupeira (1972)
- Venham mais Cinco (1973)[4]
- Coro dos Tribunais (1974)
- Com as Minhas Tamanquinhas (1976)
- Enquanto Há Força (1978)
- Fura Fura (1979) [5]
- Fados de Coimbra e Outras Canções (1981)
- Como se Fora Seu Filho (1983)
- Galinhas do Mato (1985)[6]

Álbuns ao Vivo
- José Afonso in Hamburg (1982)
- Ao vivo no Coliseu (1983, álbum duplo)

## EPs
- Coimbra (1953)
- Fados de Coimbra (1956)
- Balada do Outono (1960)
- Coimbra (1962)
- Baladas de Coimbra (1962)
- Baladas de Coimbra (1963)
- Baladas de Coimbra (1963)
- Cantares de José Afonso (1964)
- Baladas e Canções (1967)
- Baladas e Canções (1967)
- Baladas e Canções (1967)
- Natal dos Simples (1968)
- Resineiro Engraçado (1968)
- Chamaram-me Cigano (1968)
- Menina dos Olhos Tristes (1969)
- S. Macaio (1969)
- No Vale de Fuenteovejuna (1969) [8]
- Os Eunucos (1970) [9]
- Canto Moço (1970)
- Grândola, Vila Morena (1971)
- Cantigas do Maio (1971)
- Maio Maduro Maio (1971)
- Coro da Primavera (1971)
- A Morte Saiu à Rua (1972)
- Zeca em Coimbra (1983)

## Singles
- Fados de Coimbra (1953)
- Fados de Coimbra (1953)
- "Ó Vila de Olhão" (1964) [10]
- "Coro dos Caídos" (1964)
- "Menina dos Olhos Tristes" (1969)
- "Venham mais Cinco" (1974)
- "O Que Faz Falta" (1974)
- José Afonso (1975)
- "Viva o Poder Popular" (1975)
- "Grândola, Vila Morena" (1975)
- "Os Índios da Meia Praia" (1976)
- "Grândola, Vila Morena" (1977)

## Colectâneas
- Filhos da Madrugada (1994)